# Circuit de Wallonie 2021
De 55e editie van de wielerwedstrijd Circuit de Wallonie werd gehouden op 13 mei 2021. De renners reden 194,2 kilometer met zowel de start als de finish in Charleroi. De wedstrijd maakte deel uit van de UCI Europe Tour 2021, in de categorie 1.1. In 2019 won de Fransman Thomas Boudat. Deze editie werd gewonnen door de Fransman Christophe Laporte.

## Deelnemende ploegen
| WorldTour                          | ProContinentaal            | Continentaal                     |
| ---------------------------------- | -------------------------- | -------------------------------- |
| AG2R-Citroën                       | Alpecin-Fenix              | Axeon Hagens Berman              |
| Cofidis, Solutions Crédits         | Bingoal-Wallonie Bruxelles | BEAT Cycling                     |
| Intermarché-Wanty-Gobert Matériaux | Team Arkéa-Samsic          | Black Spoke Pro Cycling Academy  |
| Lotto Soudal                       | Uno-X Pro Cycling Team     | Canyon dhb SunGod                |
|                                    |                            | Development Team DSM             |
|                                    |                            | Dukla Banska Bystrica            |
|                                    |                            | Equipe continentale Groupama-FDJ |
|                                    |                            | Jumbo-Visma Development Team     |
|                                    |                            | Lviv Continental Cycling Team    |
|                                    |                            | Riwal Cycling Team               |
|                                    |                            | SEG Racing Academy               |
|                                    |                            | Tarteletto-Isorex                |
|                                    |                            | Trinity Racing                   |
|                                    |                            | Xelliss-Roubaix Lille Métropole  |
|                                    |                            | XSpeed United Continental        |

## Uitslag
| Circuit de Wallonie |                       |                                  |          |
| Plaats              | Naam                  | Ploeg                            | Tijd     |
| Winnaar             | Christophe Laporte    | Cofidis, Solutions Crédits       | 4u18'42" |
| 2                   | Marc Sarreau          | AG2R-Citroën                     | z.t.     |
| 3                   | Laurence Pithie       | Equipe continentale Groupama-FDJ | z.t.     |
| 4                   | Stanisław Aniołkowski | Bingoal-Wallonie Bruxelles       | z.t.     |
| 5                   | Søren Wærenskjold     | Uno-X Pro Cycling Team           | z.t.     |
| 6                   | Martijn Budding       | BEAT Cycling                     | z.t.     |
| 7                   | Stan Van Tricht       | SEG Racing Academy               | z.t.     |
| 8                   | Florian Vermeersch    | Lotto Soudal                     | z.t.     |
| 9                   | Daniel McLay          | Team Arkéa-Samsic                | z.t.     |
| 10                  | Matthew Bostock       | Canyon dhb SunGod                | z.t.     |